# Professional'nyj Basketbol'nyj klub CSKA 2014-2015
Questa voce raccoglie le informazioni riguardanti il Professional'nyj Basketbol'nyj klub CSKA nelle competizioni ufficiali della stagione 2014-2015.

## Stagione
La stagione 2014-2015 del Professional'nyj Basketbol'nyj klub CSKA è la 24ª nel massimo campionato russo di pallacanestro, la VTB United League.

## Roster
Aggiornato al 12 luglio 2019
| PBK CSKA Mosca 2014-15 | PBK CSKA Mosca 2014-15 |
| Giocatori              | Staff tecnico          |
| ---------------------- | ---------------------- |

| N. | Naz.                                       | Ruolo | Nome                   | Anno | Alt.   | Peso   |  |
| -- | ------------------------------------------ | ----- | ---------------------- | ---- | ------ | ------ |  |
| 1  | Francia (bandiera)                         | P     | Nando de Colo          | 1987 | 196 cm | 91 kg  |  |
| 2  | Bielorussia (bandiera) · Russia (bandiera) | A     | Anton Astapkovič       | 1994 | 202 cm | 91 kg  |  |
| 3  | Russia (bandiera)                          | AG    | Michail Malejko        | 1996 | 206 cm | 89 kg  |  |
| 4  | Serbia (bandiera)                          | P     | Miloš Teodosić         | 1987 | 195 cm | 87 kg  |  |
| 7  | Russia (bandiera)                          | G     | Vitalij Fridzon        | 1985 | 194 cm | 81 kg  |  |
| 8  | Stati Uniti (bandiera)                     | AP    | Demetris Nichols       | 1984 | 203 cm | 96 kg  |  |
| 9  | Stati Uniti (bandiera)                     | PG    | Aaron Jackson          | 1986 | 190 cm | 83 kg  |  |
| 11 | Georgia (bandiera)                         | GA    | Manuchar Mark'oishvili | 1986 | 197 cm | 95 kg  |  |
| 12 | Uzbekistan (bandiera) · Russia (bandiera)  | C     | Pavel Korobkov         | 1989 | 206 cm | 99 kg  |  |
| 13 | Stati Uniti (bandiera)                     | AP    | Sonny Weems            | 1986 | 198 cm | 93 kg  |  |
| 14 | Russia (bandiera)                          | AP    | Aleksej Zozulin        | 1983 | 198 cm | 100 kg |  |
| 19 | Russia (bandiera)                          | P     | Ivan Strebkov          | 1991 | 192 cm | 93 kg  |  |
| 20 | Russia (bandiera)                          | AG    | Andrej Voroncevič      | 1987 | 207 cm | 107 kg |  |
| 24 | Russia (bandiera)                          | C     | Saša Kaun              | 1985 | 213 cm | 111 kg |  |
| 31 | Russia (bandiera)                          | AG    | Viktor Chrjapa (C)     | 1982 | 203 cm | 101 kg |  |
| 42 | Stati Uniti (bandiera)                     | C     | Kyle Hines             | 1986 | 198 cm | 111 kg |  |
| 47 | Russia (bandiera)                          | AG    | Andrej Kirilenko       | 1981 | 206 cm | 102 kg |  |

| Allenatore |
| - Dīmītrīs Itoudīs                                                                                               |
| Assistente/i |
| - Anton Judin - Darryl Middleton - Andreas Pistiolīs Legenda - (C) Capitano - (IN) Inattivo - Infortunato Roster |

## Mercato

### Sessione estiva
| Acquisti | Acquisti               | Acquisti         | Acquisti      | Acquisti |
| R.a      | Nome                   | da               | Modalità      |          |
| -------- | ---------------------- | ---------------- | ------------- | -------- |
| AC       | Pavel Korobkov         | Nižnij Novgorod  | definitivo    |          |
| P        | Nando de Colo          | Toronto Raptors  | definitivo    |          |
| P        | Ivan Strebkov          | Avtodor Saratov  | fine prestito |          |
| GA       | Manuchar Mark'oishvili | Galatasaray      | definitivo    |          |
| AP       | Demetris Nichols       | Kr. Kryl. Samara | definitivo    |          |

| Cessioni | Cessioni           | Cessioni         | Cessioni       | Cessioni |
| R.       | Nome               | a                | Modalità       |          |
| -------- | ------------------ | ---------------- | -------------- | -------- |
| G        | Jeremy Pargo       | Maccabi Tel Aviv | rescissione    |          |
| AP       | Vladimir Micov     | Galatasaray      | fine contratto |          |
| C        | Grigorij Šuchovcov |                  | fine contratto |          |
| C        | Nenad Krstić       | Anadolu Efes     | fine contratto |          |
| AG       | Aleksandr Gudumak  | Avtodor Saratov  | prestito       |          |

### Dopo l'inizio della stagione
| Acquisti | Acquisti          | Acquisti           | Acquisti         | Acquisti      |
| R.       | Nome              | da                 | Data             | Modalità      |
| -------- | ----------------- | ------------------ | ---------------- | ------------- |
| AG       | Aleksandr Gudumak | Avtodor Saratov    | 2 marzo 2015     | fine prestito |
| AG       | Andrej Kirilenko  | Philadelphia 76ers | 24 febbraio 2015 | definitivo    |

| Cessioni | Cessioni          | Cessioni         | Cessioni     | Cessioni |
| R.       | Nome              | a                | Data         | Modalità |
| -------- | ----------------- | ---------------- | ------------ | -------- |
| AG       | Aleksandr Gudumak | Kr. Kryl. Samara | 2 marzo 2015 | prestito |